# 苫野美生
苫野美生（とまの みお、1985年5月26日 - ）は、日本の女優である。兵庫県出身。身長161cm。スリーサイズは、B47 - W66 - H83cm。靴のサイズ24cm。

## 来歴
- 文学座付属演劇養成所2008年卒業
- 神戸松蔭女子大学在学中

## 出演

### 映画
- ごくせん THE MOVIE（キャビンアテンダント役）

### 舞台
- ミュージカル「銀河鉄道の夜」（アエラス）
- オペレッタ「シンデレラと魔法の靴」(神戸市長田区主催)
- ミュージカル「ヒボコ」（劇団JMA）
- 「IMAJIN911」（シアターカイ）
- 「門〜若き日の近松」（兵庫ピッコロシアター客演）
- 美輪明宏公演(2010年3月 - 6月）

### MC
- 鑑名会（日本フイルムセンター） - レギュラー